# Jørgen
Jørgen ist ein skandinavischer männlicher Vorname.

## Herkunft und Bedeutung
Jørgen ist die dänische und norwegische Form von Jürgen, einer Nebenform des aus dem Griechischen stammenden Namens Georg. Für die ursprüngliche Herkunft und Bedeutung des Namens siehe hier. Eine Kurzform des Namens ist Jørn; als patronymisch gebildeter Familienname tritt Jørgensen auf.

### Namensträger
- Jørgen Bentzon (1897–1951), dänischer Komponist
- Jørgen Bo (1919–1999), dänischer Architekt
- Bård Jørgen Elden (* 1968), norwegischer Nordischer Kombinierer
- Jørgen Emborg (* 1953), dänischer Jazz-Pianist, -Keyboarder und -Komponist
- Jørgen Pedersen Gram (1850–1916), dänischer Mathematiker
- Jørgen Frantz Hammershaimb (1767–1820), färöischer Gesetzesmann
- Jørgen Peder Hansen (1923–1994), dänischer Minister und Folketingsabgeordneter
- Johan Jørgen Holst (1937–1994), norwegischer Politiker
- Jørgen Ingmann (1925–2015), dänischer Gitarrist
- Jørgen-Frantz Jacobsen (1900–1938), färöischer Schriftsteller
- Jørgen Grunnet Jepsen (1927–1981), dänischer Journalist und Jazz-Autor
- Jørgen Jørgensen (Politiker) (1891–1963), dänischer konservativer Politiker
- Jørgen Jürgensen (1780–1841), dänischer Abenteurer
- Jørgen Juve (1906–1983), norwegischer Fußballspieler
- Nils Jørgen Kaalstad (* 1979), norwegischer Schauspieler
- Jørgen Kosmo (1947–2017), norwegischer Politiker
- Jørgen Landt (≈1751–1804), dänischer Pfarrer, Botaniker und Färöerforscher
- Jørgen Leth (* 1937), dänischer Filmemacher und Dichter
- Jørgen Løvland (1848–1922), norwegischer liberaler Politiker
- Jørgen Moe (1813–1882), norwegischer Schriftsteller und Geistlicher
- Jørgen Peter Müller (1866–1938), dänischer Sportler und Gymnastiklehrer
- Ole-Jørgen Nilsen (1936–2008), norwegischer Schauspieler und Theaterintendant
- Jørgen Skafte Rasmussen (1878–1964), dänischer Ingenieur und Industrieller
- Jørgen Strand Larsen (* 2000), norwegischer Fußballspieler
- Jørgen Rostrup (* 1978), norwegischer Orientierungsläufer
- Jørgen Stubberud (1883–1980), norwegischer Polarforscher
- Jørgen Herman Vogt (1784–1862), norwegischer Jurist, Beamter und Politiker

### Familienname
- Elna Jørgen-Jensen (1890–1969), dänische Balletttänzerin und Choreographin
- Niels Jørgen Steen (* 1939), dänischer Pianist und Musiker